# Florentin (Bulgarije)
Florentin (Bulgaars: Флорентин) is een dorp in Bulgarije. Het is gelegen in de gemeente Novo Selo, oblast Vidin en telde op 31 december 2019 zo'n 273 inwoners.

## Bevolking
Op 31 december 2019 telde het dorp Florentin 273 inwoners, een aantal dat in een drastische tempo afneemt. Op jaarbasis sterven ongeveer 10 à 20 inwoners, terwijl er hooguit twee à drie kinderen worden geboren. Nagenoeg alle inwoners gaven aan etnische Bulgaren te zijn (±98,5%), gevolgd door 5 etnische Roma. Het dorp wordt van oudsher bewoond door Vlachen die een Wallachijns dialect spreken.
| dorp Florentin | 1 211 | 1 189 | 1 209 | 1 037 | 829 | 673 | 559 | 462 | 352 | 273 |

## Economie
De bevolking van het dorp leeft voornamelijk van de landbouw en de meesten zijn zelfvoorzienend in hun voedselproductie. Meer dan de helft van de landbouwgrond wordt gebruikt voor wijngaarden, maar er worden ook granen en zonnebloemen verbouwd. De visserij en houtbewerking komen op kleinere schaal voor.